# Svartbukig daknis
Svartbukig daknis (Dacnis venusta) är en fågel i familjen tangaror inom ordningen tättingar.

## Utseende
Svartbukig daknis är en liten tangara med mycket vass näbb. Hanen är praktfull, lik blådaknis men det mesta av kroppen svart, medan den är elektriskt turkosblå på huvud, skuldror och rygg. Vidare har den rött öga och scharlakansröda "lår". Honan är mindre färgglad än hanen, dock med turkosfärgat ansikte som kontrasterar mot beigefärgad buk.

## Utbredning och systematik
Svartbukig daknis delas in i två underarter:
- D. v. venusta – förekommer i tropiska Costa Rica och västra Panama (Chiriquí)
- D. v. fuliginata – förekommer i östra Panama (karibiska sluttningen i Darién) till nordvästra Ecuador

## Levnadssätt
Svartbukig daknis hittas i skogsbryn där den vanligen håller sig i trädtaket. Par ses ofta följa artblandade kringvandrande flockar.

## Status och hot
Arten har ett stort utbredningsområde, men tros minska i antal, dock inte tillräckligt kraftigt för att den ska betraktas som hotad. Internationella naturvårdsunionen IUCN listar arten som livskraftig (LC). Beståndet uppskattas till i storleksordningen en halv miljon till fem miljoner vuxna individer.